# Seiichi Ogawa
Seiichi Ogawa (jap. 小川 誠一 Ogawa Seiichi; ur. 21 lipca 1970) – japoński piłkarz występujący na pozycji obrońcy.

## Kariera klubowa
Od 1989 do 2000 roku występował w klubie Nagoya Grampus Eight.